# Тиченго
Тиченго (итал. Ticengo) — коммуна в Италии, располагается в регионе Ломбардия, в провинции Кремона.
Население составляет 429 человек (2008 г.), плотность населения составляет 54 чел./км². Занимает площадь 8 км². Почтовый индекс — 26010. Телефонный код — 0374.
Покровителем коммуны почитается святой апостол Андрей, празднование 30 ноября.

## Демография
Динамика населения:

## Администрация коммуны
- Официальный сайт: